# Hans Kohnert
Hans Kohnert, född 15 november 1887 i Geestemünde, död 10 januari 1967 i Bremerhaven, var en tysk fabriksägare, Wehrwirtschaftsführer, målare och mecenat i Bremerhaven. 

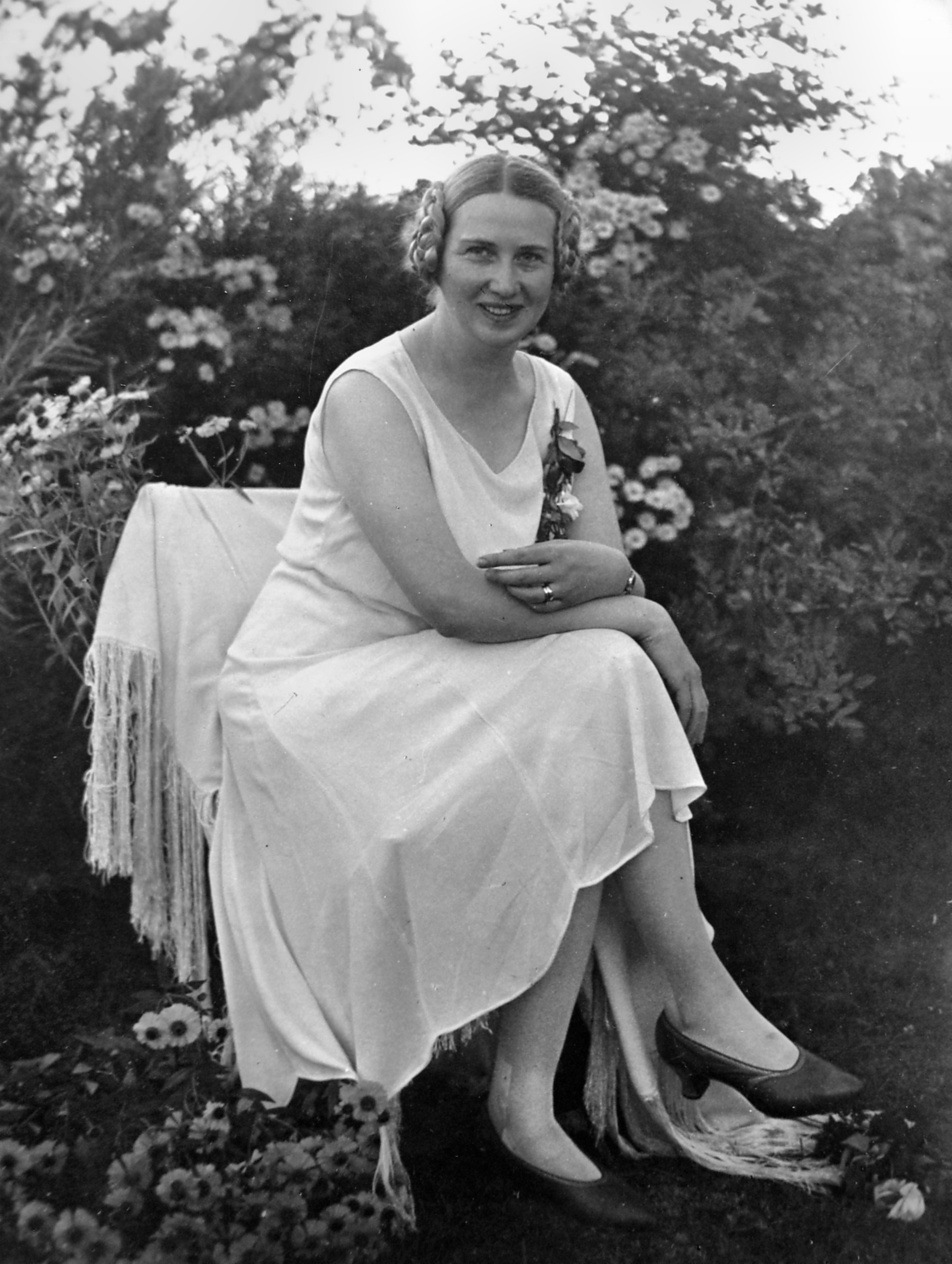
Maria Kohn, född Müller

## Biografi

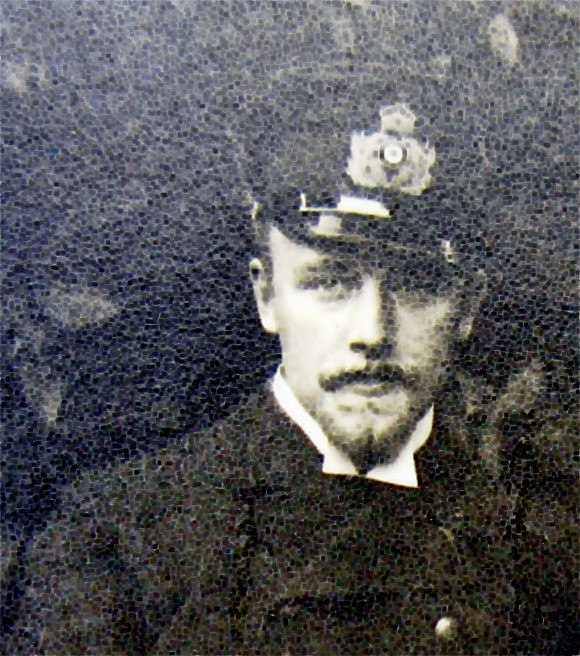
Hans Kohn, som örlogsofficer, 1915

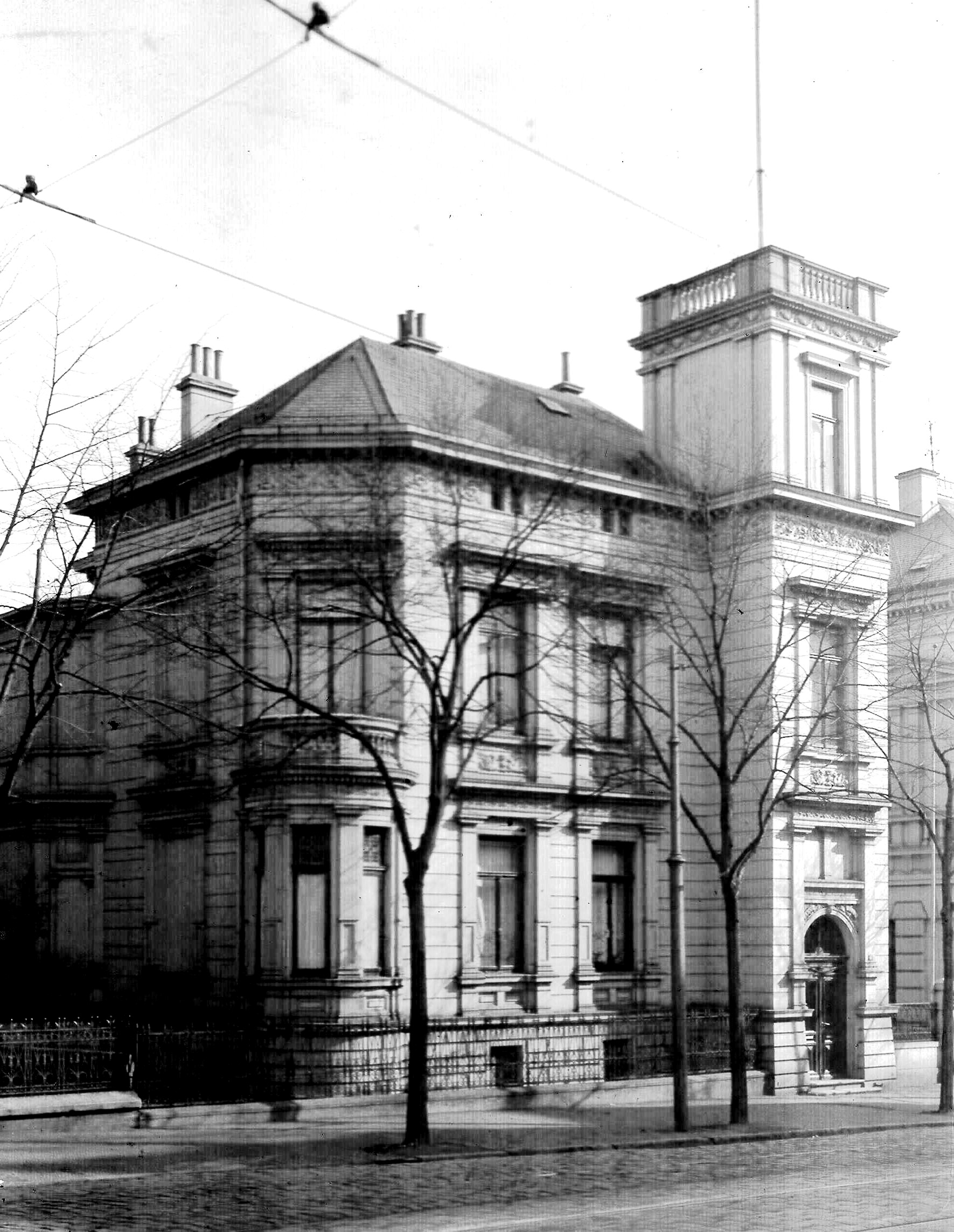
Villa Kohn, Borriesstrasse. 6, Geestemünde, 1929, bombad 1944

Kohns föräldrar var Franz Kohn (1857–1909) och hans hustru Johanna Margarethe, född Gehrels (1862–1925). Deras förfäder var kaptener och redare som förde emigranter från Brake (Unterweser) och Bremerhaven till Nordamerika på 1800-talet och som på vägen tillbaka via Karibien bedrev handel med utomeuropeiska länder. När ångbåtarna kom på 1850-talet blev verksamheten olönsam. Hans Kohns farfar bosatte sig och köpte ett företag som importerade timmer. Hans Kohn studerade först konstmåleri (1906/07) i Max Thedys "antika klass" vid den storhertig-sachsiska konstskolan i Weimar. Efter faderns för tidiga död (1909) avbröt Hans Kohn sina konststudier vid 22 års ålder för att ta över faderns företag, import- och bearbetningsföretaget Pundt & Kohn (P & K) i Geestemünde (Bremerhaven), som han drev fram till sin död 1967. År 1912 gifte han sig med Maria Kohn, född Müller (1890–1945), med vilken han fick en son (Franz) och en dotter (Hannemarie). Han skilde sig i mitten av 1930-talet. 1939 gifte sig Kohnert med Ingeborg Kohnert, född Neumann (1911–1990), med vilken han fick en dotter (Johanna). På grund av kritik mot sitt judiskt klingande efternamn (”Kohn” / ”Cohn”) under den nationalsocialistiska eran ansökte han 1937 om att få byta namn till ”Kohnert” för sig själv, sin familj och sitt företag. Den godkändes av ministern den 14 augusti 1937.

### Företagande
Träimport- och träbearbetningsföretaget Pundt & Kohn, som grundades av hans farfar 1863, inklusive företagets sågverk och hyvlerier, som även gick under namnet ”Geestemünder Holzindustriewerke Backhaus & Co.” - ett av de viktigaste och äldsta företagen inom denna bransch vid nedre Weser - upplevde sin storhetstid och sin nedgång under honom. 
Under andra världskriget förstörde allierade bombplan fabriker, timmervarv, kontors- och bostadshus på Geeste, i Geestemünder Holzhafen, i Alter Hafen samt i Schönian- och Borriesstraße under bombräderna mot Bremerhaven (18 september 1944). Företaget kunde aldrig återhämta sig från förstörelsen under efterkrigstiden. Efter brodern Gerhard Kohnerts död (1962) tog Hans Kohnert över Meller Möbelfabrik (MMM) i Melle (Tyskland) nära Osnabrück, som Gerhard hade grundat 1909. Det senare hade redan efter kriget varit nära knutet till timmerimportbolaget (P & K) genom ett vinstöverföringsavtal (1956-1966), vilket bidrog till att nödvändiga investeringar och moderniseringar vid MMM uteblev. För att undvika konkurs såldes MMM 1966 av Hans Kohnert till de största fordringsägarna. I januari 1975 gick MMM slutligen i konkurs under de nya ägarna.  Pundt & Kohn upplöstes efter Kohnerts död 1967.

### Övriga gärningar
Hans Kohnert var bland annat ledamot av styrelsen för Bremer Landesbank och Geestemünder Bank (1941-1967; ordförande 1951-1967). Under första världskriget tjänstgjorde Hans Kohn som örlogs officer i III Marinartilleri Division, Lehe (som tillhörde marinartilleriet) främst vid Fort ”Brinkamahof II” nära Weddewarden (Imsum). Fortet var ständigt bemannat under första världskriget men deltog - som alla fort vid nedre Weser - aldrig i stridsåtgärder. Under krigets sista år, 1917/18, deltog löjtnant Kohn som kompanichef i det Tredje slaget vid Ypern, Flandern.  I samband med Tyska novemberrevolutionen i Bremerhaven i november 1918 drog sig Hans Kohn tillbaka från det offentliga livet för en tid och ägnade sig åt måleri.
Kort efter att Nazisternas maktövertagande (1933) kandiderade Hans Kohn till ordförande för industri- och handelskammaren i Bremerhaven (IHK) och valdes mot NSDAP:s röster. År 1938 gick han med i NSDAP (retroaktivt från 1937), som tilldelade honom den gyllene partiplaketten för hans insatser för Bremerhavens ekonomi. 

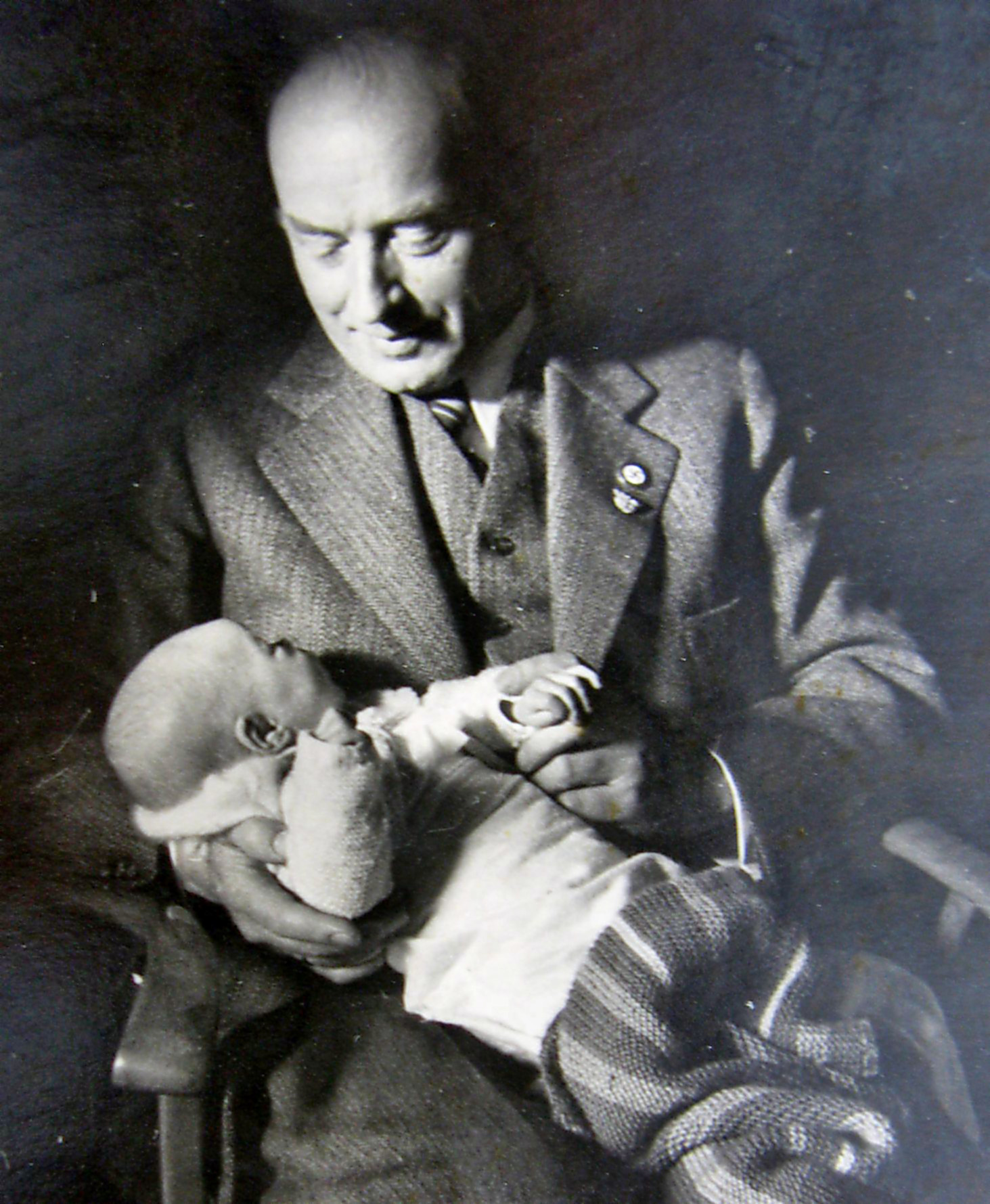
Hans Kohnert vid dopet av sitt första barnbarn med golden NS party badge och Wehrwirtschaftsführer nål, mars 1944

Från 1933 till 1945 var Hans Kohn(ert) handelskammarordförande för handelskammaren i Bremerhaven. Han utsågs också till Wehrwirtschaftsführer (1941-1945) och ordförande för det nybildade ”Gauwirtschaftskammer” Hannover-Ost (1943-1945), i vilket städerna Wesermünde och Lüneburg, inklusive deras IHK, införlivades (1939). "För sina framgångsrika insatser för att skydda kammaren från statligt intrång utnämndes Kohnert till hedersordförande för IHK 1951" (från: "125 år IHK-Bremerhaven; 1925 - 1950, Liberal även i svåra tider", IHK, Bremernhaven).
Efter andra världskrigets slut förbjöd den amerikanska ockupationsmakten Hans Kohnert att arbeta under två år (1945–1947) och konfiskerade tillfälligt hans affärstillgångar. Under denna tid bodde han i ett provisoriskt hem i Drangstedt och ägnade sig åt att måla.
Hans Kohnert återupptog importen av virke 1948 och blev 1951 ordförande i styrelsen för Geestemünder Bank, där han varit medlem sedan 1941, och deltog i politiska och sociala evenemang, om än mer i bakgrunden. Han var till exempel ordförande i föreningarna för främjande av återuppbyggnaden av stadsteatern och byggandet av den kommunala simhallen. ”... Kohnerts bortgång innebar också en stor förlust för den förenade protestantiska församlingen i Mayor-Smidt Memorial Church, som utsåg honom till medlem i sitt kyrkoråd 1949. Från 1950 var han en av de tre byggherrarna ... ”  Hans Kohnert representerade sin församling 1951-1964 i Bremischer Kirchentag i Bremisch ev. Kirche och 1954-1964 de två hamnstäderna Bremerhaven och Vegesack i kyrkokommittén som högsta organ. På 1920-talet visade Kohnert sitt sociala samvete när han var ordförande för semesterkolonin Geestemünde. Denna förening av förmögna Geestemünderbor ville erbjuda gratis semester för skolbarn som behövde rekreation och köpte skolhemmet i Bederkesa för detta ändamål."

## Hedersbetygelser
- Hedersordförande i Bremerhaven industri- och handelskammare sedan 1951.
- Hedersmedlem i föreningen "Männer vom Morgenstern" (”Morgonstjärnans män”).

## Målning av Hans Kohn från Bremerhaven-området

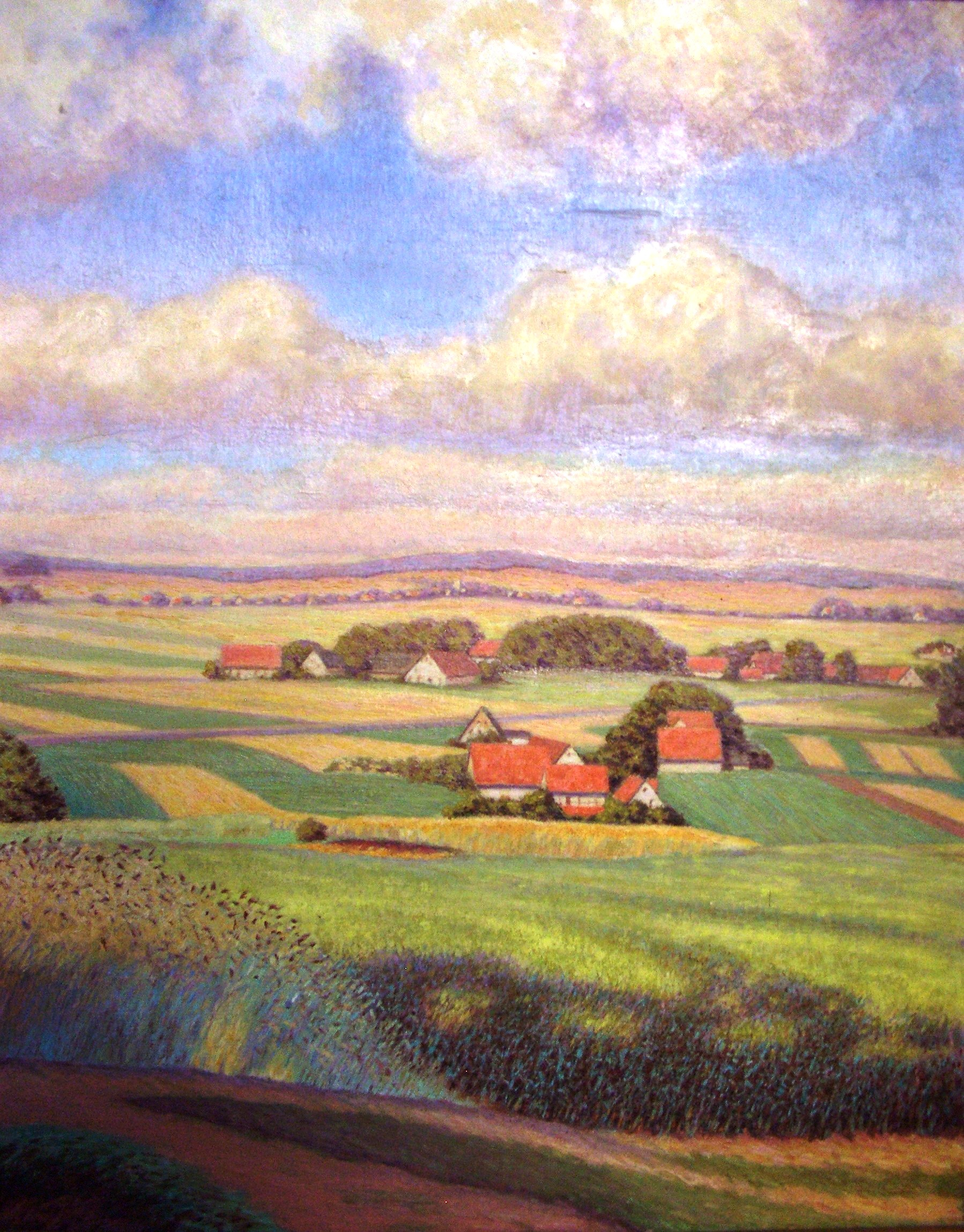
By under en sommarhimmel (oljemålning), 1920
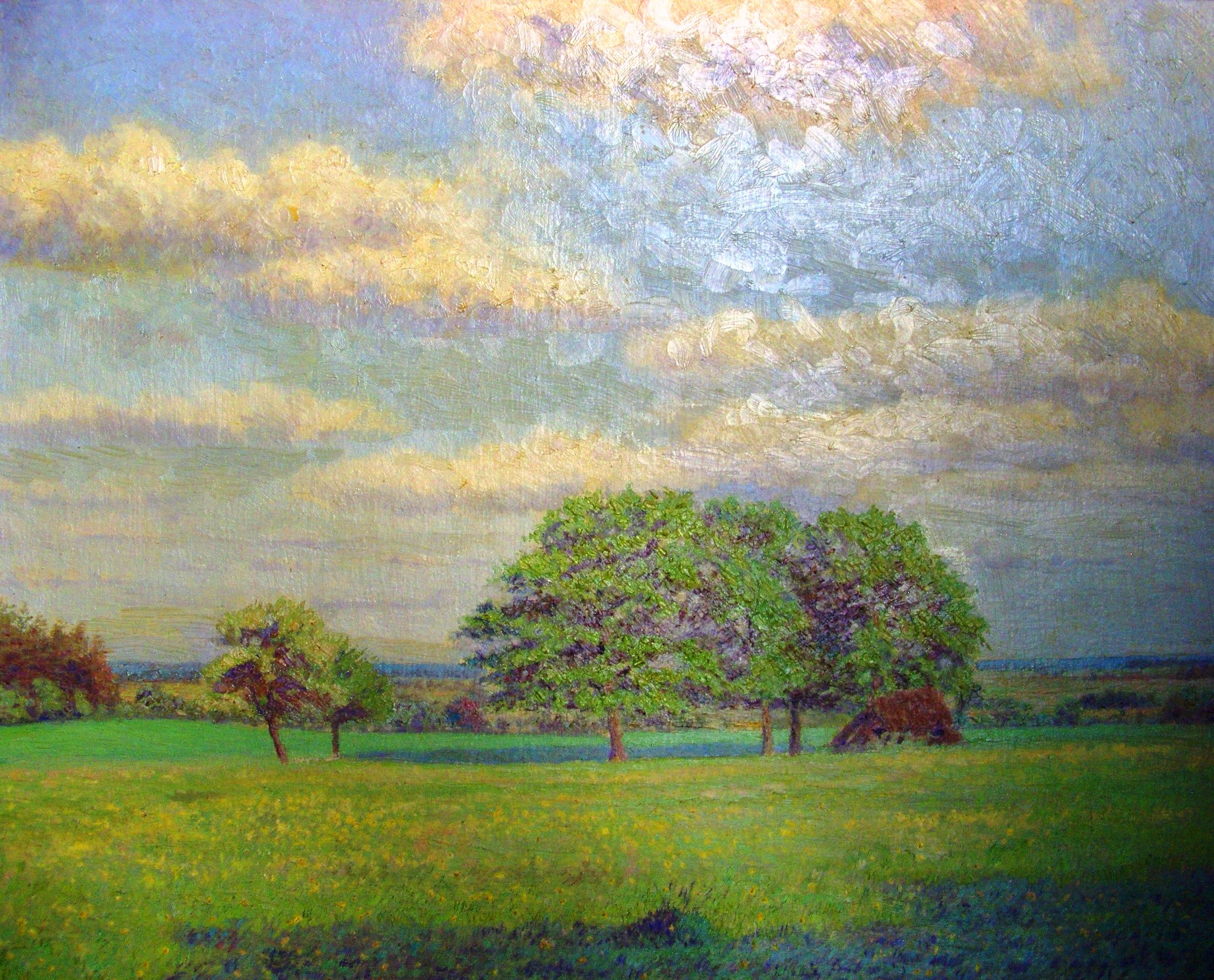
Blommande sommaräng (oljemålning), 1920
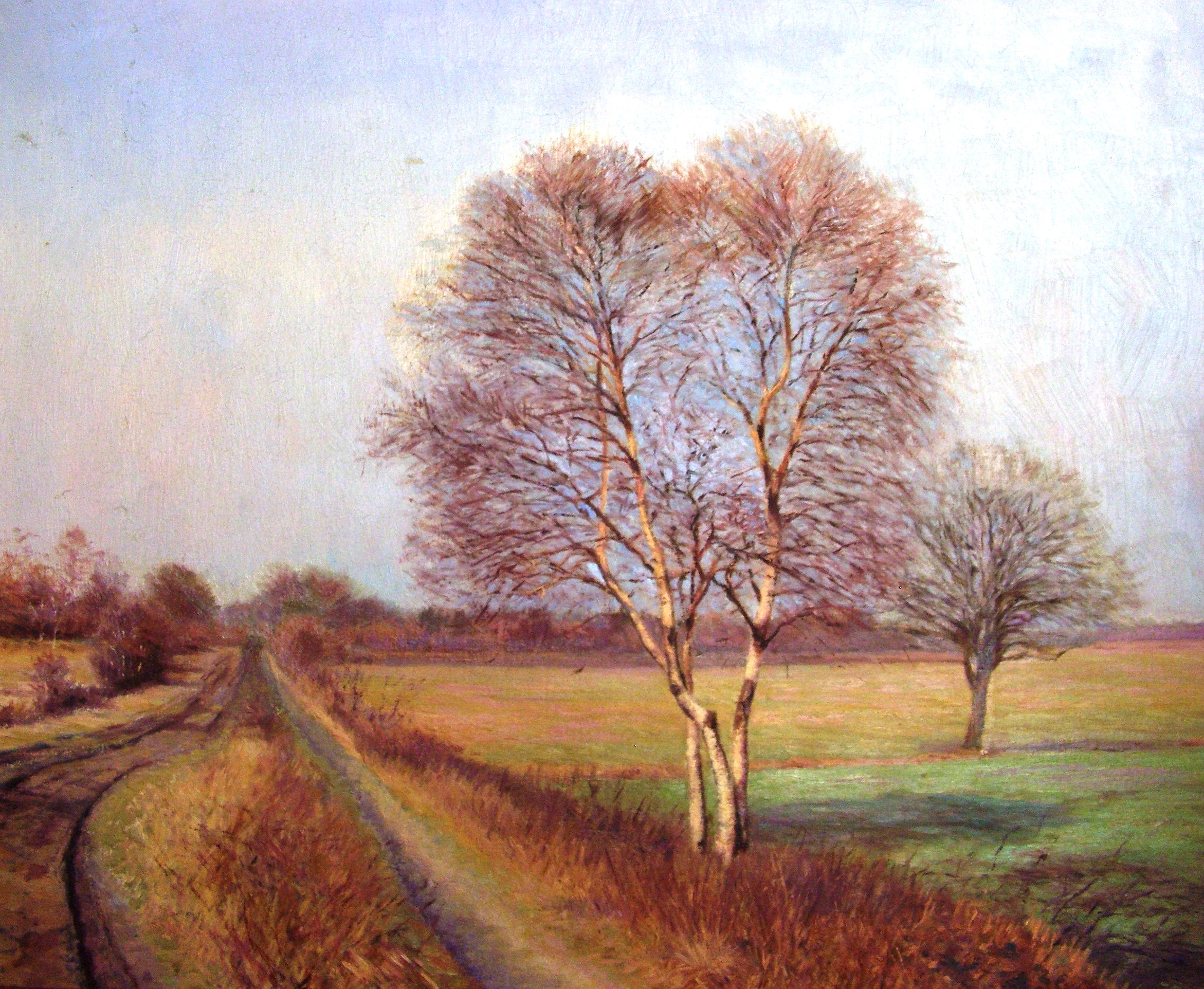
Grusväg och björk på hösten (oljemålning), 1920
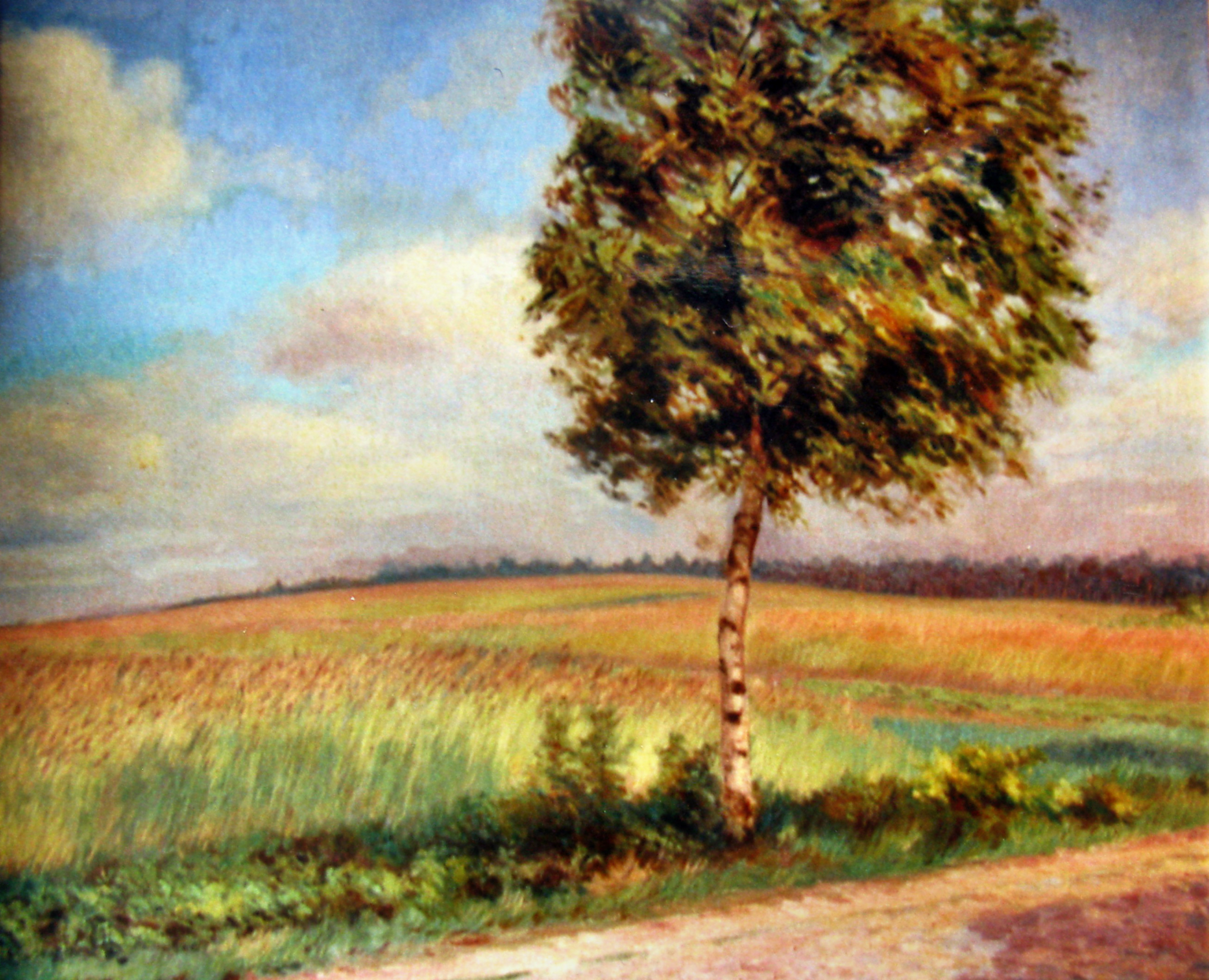
Björk, majsfält och sommarhimmel (oljemålning), 1920

## Fotnoter
1. ↑  Heinrich Kloppenburg: Die Katastrophen-Nacht von Bremerhaven (Wesermünde) am 18. September 1944 (Folge 1 & 2). Bremerhaven. PSM-data, Geschichte, Primärliteratur, zum.de
2. ↑  Eröffnung des Konkursverfahrens beantragt. In der Meller Möbelfabrik ruht die Produktion. In: Meller Kreisblatt, 23 januari 1975.
3. ↑   Forskning i Freiburgs militärarkiv, 2014-2015, se även argus.bstu.bundesarchiv.de Bundesarchiv. Arkivmaterial som används i forskningen på plats (urval): RM 121-I/620, titel: ”Flandern”; RM 121-I/626, titel: ”Helt hemlig”; RM 121-I/638, titel: ”Övningar på avdelningsområdet”
4. ↑   se dessutom: Scherer, Wingolf (ed.)(2009): Wandel – Die verstummte Begeisterung. Flandern 1914–1918: Briefe Aufzeichnungen und Fotos eines Seesoldaten des Marinekorps in Flandern. Ed.: Helios.
5. ↑  ”'Der Maler Hans Kohnert', Utställning online 20/11, Kustnära tidsresor, Historiska museet,Bremerhaven”. Arkiverad från originalet den 24 januari 2023. https://web.archive.org/web/20230124031119/https://www.historisches-museum-bremerhaven.de/ausstellung-online. Läst 11 februari 2023.
6. ↑  Timpke, Henning (1970): Das KL Fuhlsbüttel. In: Studien zur Geschichte der Konzentrationslager, Stuttgart: Deutsche Verlags-Anstalt,  S. 20
7. ↑   Förhandlingar av den huvudsakliga denazifieringskommittén i staden Hannover; AZ: RIS VE: 3522, kult, 2 oktober 1948.
8. ↑   Arkiverad 24 januari 2023 hämtat från the Wayback Machine. 'Hans Kohn som ordförande för industri- och handelskammaren', utställning online 10/20, tidsresor vid kusten, Historiska museet, Bremerhaven
9. 1 2  Nekrolog, ”Nordsee-Zeitung”, 12 januari 1967)
10. ↑   Arkiverad 24 januari 2023 hämtat från the Wayback Machine.  'Hans Kohnert och Bremerhaven', utställning online 13/20, tidsresa vid kusten, Historiskt museum, Bremerhaven